# الصواعق الشمالی
الصواعق الشمالی (به عربی: الصواعق الشمالی) یک روستا در سوریه است که در استان حما واقع شده‌است.

## خصوصیات
الصواعق الشمالی  ۳٬۶۹۴ نفر جمعیت دارد.